# Lucas Silva
Lucas Silva Borges (Bom Jesus de Goiás, 16 de fevereiro de 1993) é um futebolista brasileiro que atua como volante. Atualmente joga pelo Cruzeiro.

## Carreira

### Cruzeiro
Lucas Silva chegou ao Cruzeiro com 14 anos e permaneceu nas categorias de base do clube entre 2007 e 2011, sendo campeão do Campeonato Mineiro Sub-20 em 2010 e do Brasileiro Sub-20 do ano seguinte.

#### Empréstimo ao Nacional
Em 2012, foi emprestado ao Nacional até o fim do Campeonato Mineiro. Lucas Silva realizou apenas uma partida pelo time mineiro; na ocasião, o volante viu seu time perder para o Atlético Mineiro por 4–2.

#### Primeiro retorno
Após voltar de empréstimo, Lucas Silva foi promovido definitivamente ao time principal em abril, pelo técnico Vagner Mancini. Realizou sua estreia pelo Cruzeiro entrando no lugar do volante Tinga na vitória por 2–0 diante da Portuguesa em partida válida pelo Campeonato Brasileiro.
No dia 11 de agosto, atuou como titular contra o Bahia em partida válida pelo Campeonato Brasileiro. Na ocasião, o time mineiro venceu o time baiano por 1–0.
Não tendo tantas oportunidades em 2012 com o então técnico Celso Roth, permaneceu no clube para a temporada 2013, que teve Marcelo Oliveira como novo treinador. Tornou-se titular da posição no Campeonato Brasileiro daquele ano, conquistando seu primeiro titulo brasileiro.
Marcou seus primeiros gols como profissional no dia 1 de setembro, na goleada por 5–3 contra o Vasco da Gama, em partida válida pelo Brasileirão. Na ocasião, os dois gols de Lucas Silva foram em chutes de fora da área.
Em entrevista ao canal esportivo SporTV, o volante revelou que sua inspiração era o meio-campista Juninho Pernambucano.
| “             | Tenho uma inspiração, sim. Me espelho no Juninho Pernambucano. Desde a época da base treino falta que nem ele. Até no treino do Marcelo Oliveira eu gosto de treinar falta. A fila está grande para cobrar as bolas paradas, mas estou esperando a minha oportunidade. | ” |
| — Lucas Silva | |   |

Em 2014 conquistou seu primeiro título do Campeonato Mineiro, em cima do maior rival, o Atlético. Também jogou sua primeira Libertadores da América, em que o Cruzeiro passou da fase de grupos em segundo lugar e chegando até as quartas de final, quando foi eliminado pelo San Lorenzo, que acabou se consagrando campeão naquele ano.
Foi novamente titular no Campeonato Brasileiro, e foi mais uma vez um dos destaques do Cruzeiro. Foi novamente campeão brasileiro, dessa vez com duas rodadas de antecedência, na partida contra o Goiás, vencida por 2–1.

### Real Madrid
Foi contratado pelo Real Madrid no dia 23 de janeiro de 2015, assinando contrato até junho de 2020. Estreou pela equipe no dia 14 de fevereiro, substituindo Asier Illarramendi na segunda etapa da partida contra o Deportivo La Coruña pelo Campeonato Espanhol. No entanto, não conseguiu corresponder às expectativas e disputou somente nove partidas. Sem empolgar, foi emprestado ao Olympique de Marseille, da França.

### Olympique de Marseille
O brasileiro acertou com o clube de Marselha para a temporada 2015–16, onde atuou em 33 partidas.

### Transferência frustrada
Em julho de 2016, o volante seria cedido por empréstimo ao Sporting, de Portugal. No entanto, o negócio foi cancelado por Lucas Silva ter sido reprovado nos exames médicos. Outras fontes apontam ainda exigências financeiras por parte do jogador para o rompimento do acordo. Mas após outro exame pela equipe médica do Sporting, não foi detectada nenhuma anormalidade.
Após o ocorrido, o Real Madrid recomendou a interrupção de qualquer atividade esportiva até que o clube diagnosticasse seu problema. No dia 23 de setembro, o clube o liberou para retornar aos treinamentos.

### Segundo retorno ao Cruzeiro
Após dois anos na Europa, acertou sua volta ao Cruzeiro em janeiro de 2017, assinando por empréstimo de um ano e meio. Em seu retorno, sagrou-se bicampeão da Copa do Brasil pelo clube mineiro nos anos de 2017 e 2018, tendo sido peça importante em ambas as campanhas, voltando a apresentar futebol próximo ao que chamou a atenção do Real Madrid, além da liderança dentro de campo e grande identificação com o clube e com a torcida cruzeirense.

### Rescisão com o Real Madrid
Após o final do seu empréstimo para o clube mineiro, retornou em 2019 para o Real Madrid. No entanto, por não estar nos planos do técnico Zinédine Zidane, acertou sua rescisão no dia 3 de setembro de 2019 e ficou livre no mercado.

### Grêmio
Lucas Silva foi anunciado como reforço do Grêmio no dia 1 de janeiro de 2020. Marcou seu primeiro gol com a camisa tricolor no dia 6 de dezembro, contra o Vasco da Gama, pela 24ª rodada do Campeonato Brasileiro.
O jogador completou 100 jogos pelo clube no dia 16 de novembro de 2021, recebendo uma homenagem antes da partida contra o Bragantino. Lucas Silva foi decisivo na partida, marcando o segundo gol da vitória por 3–0 em Porto Alegre.
O Grêmio iniciou o ano de 2023 faturando o Campeonato Gaúcho, conquistando o título estadual pela sexta vez consecutiva. No entanto, meses depois o time acertou a rescisão de Lucas Silva no dia 27 de junho, liberando-o para assinar com o Cruzeiro. No total pelo Imortal, o jogador realizou 150 jogos em três temporadas e meia. Durante a maior parte deste último ano, ocupou o banco de reservas.

### Terceiro retorno ao Cruzeiro
Em 10 de julho de 2023, o Cruzeiro anunciou o retorno de Lucas Silva. O jogador assinou um contrato até dezembro de 2024.
Lucas foi decisivo para a permanência do clube na Série A no Brasileirão. Na temporada 2024, Lucas Silva herdou a braçadeira e tornou-se capitão da equipe. O time celeste conseguiu chegar até a final do Campeonato Mineiro, mas não passou pelo rival Atlético.
O volante marcou seu primeiro gol da terceira passagem na vitória por 3–2 sobre o Botafogo, no dia 14 de abril, no Mineirão, na abertura do Brasileirão. Lucas Silva chutou de canhota, empatando o jogo, após assistência de Arthur Gomes.

## Seleção Nacional
Em maio de 2014, foi convocado pela Seleção Brasileira Sub-21 pelo técnico Alexandre Gallo para a disputa do Torneio Internacional de Toulon na França. No torneio, Lucas marcou seu primeiro gol pelo Brasil na vitória por 2–1 diante da Inglaterra.

## Estatísticas
Atualizadas até 12 de abril de 2025
Clubes
| Clube                  | Temporada         | Campeonato nacional | Campeonato nacional | Campeonato nacional | Copa nacional[a] | Copa nacional[a] | Copa nacional[a] | Competições continentais[b] | Competições continentais[b] | Competições continentais[b] | Outros torneios[c] | Outros torneios[c] | Outros torneios[c] | Total | Total | Total   |
| Clube                  | Temporada         | Jogos               | Gols                | Assist.             | Jogos            | Gols             | Assist.          | Jogos                       | Gols                        | Assist.                     | Jogos              | Gols               | Assist.            | Jogos | Gols  | Assist. |
| ---------------------- | ----------------- | ------------------- | ------------------- | ------------------- | ---------------- | ---------------- | ---------------- | --------------------------- | --------------------------- | --------------------------- | ------------------ | ------------------ | ------------------ | ----- | ----- | ------- |
| Nacional               | 2012              | —                   | —                   | —                   | —                | —                | —                | —                           | —                           | —                           | 1                  | 0                  | 0                  | 1     | 0     | 0       |
| Nacional               | Total             | —                   | —                   | —                   | —                | —                | —                | —                           | —                           | —                           | 1                  | 0                  | 0                  | 1     | 0     | 0       |
| Cruzeiro               | 2012              | 8                   | 0                   | 0                   | —                | —                | —                | —                           | —                           | —                           | —                  | —                  | —                  | 8     | 0     | 0       |
| Cruzeiro               | 2013              | 23                  | 2                   | 0                   | 3                | 0                | 0                | —                           | —                           | —                           | 2                  | 0                  | 0                  | 27    | 2     | 0       |
| Cruzeiro               | 2014              | 27                  | 1                   | 1                   | 4                | 0                | 0                | 8                           | 0                           | 1                           | 9                  | 0                  | 0                  | 48    | 1     | 2       |
| Cruzeiro               | 2017              | 20                  | 0                   | 2                   | 7                | 0                | 0                | —                           | —                           | —                           | 5                  | 0                  | 0                  | 32    | 0     | 2       |
| Cruzeiro               | 2018              | 23                  | 0                   | 0                   | 7                | 0                | 0                | 8                           | 1                           | 1                           | 6                  | 0                  | 0                  | 44    | 1     | 1       |
| Cruzeiro               | 2019              | 6                   | 0                   | 0                   | 1                | 0                | 0                | 1                           | 0                           | 0                           | 10                 | 0                  | 2                  | 18    | 0     | 2       |
| Cruzeiro               | 2023              | 20                  | 0                   | 2                   | —                | —                | —                | —                           | —                           | —                           | —                  | —                  | —                  | 20    | 0     | 2       |
| Cruzeiro               | 2024              | 31                  | 1                   | 1                   | 1                | 0                | 0                | 7                           | 1                           | 0                           | 11                 | 0                  | 0                  | 50    | 2     | 1       |
| Cruzeiro               | 2025              | 2                   | 0                   | 0                   | 0                | 0                | 0                | 2                           | 0                           | 0                           | 5                  | 0                  | 0                  | 9     | 0     | 0       |
| Cruzeiro               | Total             | 160                 | 4                   | 6                   | 23               | 0                | 0                | 26                          | 2                           | 2                           | 48                 | 0                  | 2                  | 256   | 6     | 10      |
| Real Madrid            | 2014–15           | 8                   | 0                   | 0                   | —                | —                | —                | 1                           | 0                           | 0                           | —                  | —                  | —                  | 9     | 0     | 0       |
| Real Madrid            | Total             | 8                   | 0                   | 0                   | —                | —                | —                | 1                           | 0                           | 0                           | —                  | —                  | —                  | 9     | 0     | 0       |
| Olympique de Marseille | 2015–16           | 22                  | 0                   | 0                   | 3                | 0                | 0                | 6                           | 0                           | 0                           | 2                  | 0                  | 0                  | 33    | 0     | 0       |
| Olympique de Marseille | Total             | 22                  | 0                   | 0                   | 3                | 0                | 0                | 6                           | 0                           | 0                           | 2                  | 0                  | 0                  | 33    | 0     | 0       |
| Grêmio                 | 2020              | 32                  | 1                   | 1                   | 4                | 0                | 0                | 6                           | 0                           | 0                           | 14                 | 0                  | 0                  | 56    | 1     | 1       |
| Grêmio                 | 2021              | 25                  | 2                   | 2                   | 6                | 0                | 0                | 7                           | 0                           | 0                           | 10                 | 1                  | 1                  | 48    | 3     | 3       |
| Grêmio                 | 2022              | 22                  | 0                   | 0                   | 1                | 0                | 0                | —                           | —                           | —                           | 10                 | 1                  | 0                  | 33    | 1     | 0       |
| Grêmio                 | 2023              | 4                   | 0                   | 0                   | 2                | 0                | 0                | —                           | —                           | —                           | 5                  | 0                  | 0                  | 11    | 0     | 0       |
| Grêmio                 | Total             | 86                  | 3                   | 3                   | 13               | 0                | 0                | 13                          | 0                           | 0                           | 39                 | 2                  | 1                  | 148   | 5     | 4       |
| Total na carreira      | Total na carreira | 276                 | 7                   | 9                   | 49               | 0                | 0                | 46                          | 2                           | 2                           | 90                 | 2                  | 3                  | 447   | 11    | 14      |

- a. ^ Jogos da Copa do Brasil
- b. ^ Jogos da Copa Libertadores, Copa Sul-Americana, Liga dos Campeões da UEFA e Liga Europa da UEFA
- c. ^ Jogos do Campeonato Mineiro, Copa da Liga Francesa e Campeonato Gaúcho

## Títulos
Cruzeiro
- Campeonato Brasileiro: 2013 e 2014[27]
- Campeonato Mineiro: 2014, 2018 e 2019
- Copa do Brasil: 2017 e 2018

Real Madrid
- Troféu Santiago Bernabéu: 2015

Grêmio
- Campeonato Gaúcho: 2020, 2021, 2022 e 2023
- Recopa Gaúcha: 2021 e 2023

Seleção Brasileira
- Torneio Internacional de Toulon: 2014

### Prêmios individuais
- Bola de Prata: 2014
- Prêmio Craque do Brasileirão: 2014